# Бибель (герб)
Бибель (пол. Bybel, Bibel) — шляхетський герб руського походження, молодшої лінії (гілки) Бибель і Коса.

## Опис
У червоному полі срібний півмісяць ріжками догори, над яким такий же кавалерський (лицарський) хрест та дві перехрещені навскіс коси вістрям догори. Над гербом шолом з короною. Намет червоний, підбитий сріблом.

## Історія
Анджей Варґоцький стверджував, що біля витоків роду був сучасник Юлія Цезаря, римський губернатор Луцій Бібул, а згодом його нащадок переселився на Підкарпаття, до замку Библа.
Кирилична копія незбереженого синодика Городищенського монастиря поблизу Нового Міста і Библа містить запис 1330-х років: «Грамота Кн̃sѧ Быбелского Прокопїина Кудонїєва Сн̃а. Въспомѧни Ги̃ Кн̃sѧ Кудина, Глѣба, Марїи, Татїаны, Фрола, Єлены, Ирины, Єvфимїи, Аврама, Іакова, Анны, Настасїи, Марїи, Василисы, Єлены, Стефана, Єvстафїa, Агафїи, Єvгєнїи, Анны, Матөєѧ, Лва (Даниловича, † близько 1301 року), Юрїа (Львовича, † 24.IV.1308), Андрєа (Юрійовича, † 1323 року, перед травнем) Сщ̃ено Мїтрополита Петра (Ратенського, † 1326 року)…». До пом'яника також внесено понад триста імен Бибельських та родів, споріднених із ними по кужелі. Слова «Кн̃sѧ Быбелского» — вставка укладача збірки, всі інші записи оригінальні.
Композицією на герб Бибель схожий герб Тхужовські, що, можливо, є його нащадком.
Бибель є гербом відмінним (від ориґіналу). В минулому герб виступав у Галичині (в сучасній Львівській області) в родині Бибельських, родовим гніздом яких було село Библо.

## Роди
Бибельські — нащадки боярина Дмитра Дедька.
Корнатовські — за «Гербовником Польським» Тадеуша Гайля.